# 桥儿沟天主堂
桥儿沟天主堂原为天主教延安教区的主教座堂，位于中国陕西省延安市宝塔区东郊桥沟街道桥沟村。
1911年，陕西北境代牧区成立，由西班牙方济各会负责。首任主教易兴化。当时整个教区没有一座教堂。于是主教回国募捐三年，购得延安东郊桥儿沟村70亩山坡地，在那里建了数十孔窑洞，陆续开设修道院、学校、孤儿院、诊所，1931-1934年间，建造主教座堂，罗马式建筑风格，建筑面积1,000平方公尺，可容千人。
1935年，主教座堂仍在内部装修阶段，中央紅軍长征到达延安，陕北传教工作基本停止，主教及大部分神职人员离开延安，前往方济各会负责的其他教区（山东、湖北、山西和关中）协助传教。1936年桥儿沟天主堂被征用作中央党校礼堂。
西安事变之前，1936年4月9日，周恩来和张学良在桥儿沟天主堂进行秘密会谈，红军与东北军达成和解。
1938年9月29日至11月6日，中国共产党第六届中央委员会第六次全体会议在延安桥儿沟天主堂召开。
1939年7月，中央党校迁走后，鲁迅艺术学院迁入桥儿沟天主堂办学。至1945年11月迁校东北。 
1996年，桥儿沟天主堂作为中国共产党六届六中全会旧址，公布为第四批全国重点文物保护单位，归入延安革命遗址。该堂作为革命旧址向游客开放，当地天主教徒另在十里铺村新建教堂。